# Exploria Stadium
Exploria Stadium (znany też jako Inter&Co Stadium) – stadion piłkarski w Orlando na Florydzie w Stanach Zjednoczonych. Mecze na tym obiekcie rozgrywa klub piłkarski Orlando City SC. Stadion jest jedną z aren Złotego Pucharu CONCACAF 2021 oraz Copa América 2024.
Pojemność stadionu wynosi 25 500, a koszt realizacji budowy stadionu wyniósł 255 mln $. Stadion był nominowany do nagrody w konkursie Stadium of the Year 2017 organizowanym przez serwis Stadiony.net. 

## Historia
Pomysł budowy nowego stadionu w Orlando sięga 2013 roku, gdy pojawił się plan powstania w mieście klubu MLS. Początkowo planowano budowę stadionu dla 19 000 widzów, jednak zainteresowanie było tak duże, że plany zmieniono w trakcie budowy, dzięki czemu pojemność stadionu była o 6 500 siedzeń większa.

## Architektura
Widownia jest dwupoziomowa, z wyjątkiem trybuny północnej, która jest najbardziej stroma i nie zamontowano na niej krzesełek. Na tę trybunę najwierniejsi fani mogą wnosić flagi, bębny i pirotechnikę.